# ارمیاس ایرانی
ارمیاس ایرانی (نام علمی: Eremias persica)، گونه‌ای سوسمار بومی در آذربایجان جنوبی، بیشتر ایران، جنوب ترکمنستان، افغانستان و پاکستان غربی است. گونهٔ Eremias intermedia به عنوان تیزروی آرال-خزری (Aralo-Caspian Racerunner) شناخته می‌شود.
این گونه توسط ویلیام توماس بلنفورد در سال ۱۸۷۵ توصیف شد محل تایپ آن در نزدیکی اصفهان، ایران است. لقب خاص persica به پراکندگی آن در ایران (اکنون به نام ایران) اشاره دارد.
تیزروی ایرانی (Persian racerunner)، در ایران، جنوب آذربایجان، جنوب ترکمنستان، افغانستان و پاکستان غربی وجود دارد. در ایران، Eremias persica در فلات مرکزی جنوب رشته‌کوه‌های البرز از جمله رشته‌کوه‌های زاگرس پراکنش گسترده‌ای دارد، اما در کویرهای مرکزی دشت لوت و دشت کویر وجود ندارد. در دشت‌ها و شیب‌های باز، به‌طور معمول در مناطقی با پوشش گیاهی کم و سطوح شنی یافت می‌شود. همچنین روی ماسه مخلوط یا سیلت و شن یافت می‌شود.